# 1985年5月19日日食
1985年5月19日日食是一次日偏食，發生於1985年5月19日（東半球大多為5月20日）。新月當天（即朔日），地球上觀測到月球和太阳的角距離極小，此時月球如果恰好在月球交點附近，穿過太阳和地球之間，與地球、太阳接近一直線，則會出現日食。由於月球偏北或偏南，本影及偽本影從地球以北或以南經過而未接觸地表，只有半影覆蓋了地球北端或南端部分區域，形成日偏食。此次日偏食月球偏北，出現在亚洲東北部、欧洲北部、北美洲北部。

## 日食概況

### 出現區域
本次日偏食可在中國東部和東北部、蒙古中東部、朝鲜半岛、日本、太平洋西北部諸島嶼、苏联中東部（今屬俄罗斯）、北歐北部北冰洋沿岸及冰岛、美国阿拉斯加州、加拿大中北部、圣皮埃尔和密克隆、格陵兰看到。依時區不同，欧洲、北美洲大多在5月19日看到日食，亚洲大多在5月20日看到日食，而苏联欧洲部分的北冰洋沿岸等處於極晝的部分地區日食從5月19日深夜持續到5月20日凌晨。

### 基本參數
- 類型：日偏食
- 食分最大處（位於苏联亞馬爾-涅涅茨自治區東南部）資料：
  - 時間：1985年5月19日21:28:43
  - 地點：63°12′N 81°06′E / 63.2°N 81.1°E
  - 食分：0.8406（日食帶內最大）[3]

## 相關的日食

### 1982-1985年的日食
月球交替位於相對的月球交點時，以半個交點年（食年），即約177天又4小時間隔出現下列日食。
註：1982年1月25日和1982年7月20日的日偏食屬於上一組交點年系列。
| 升交點   | 升交點                   |                            | 降交點                    | 降交點 |
| 沙羅週期 | 地圖                     | 沙羅週期                   | 地圖                      |        |
| 117      | 1982年6月21日 偏食（南） | 122                        | 1982年12月15日 偏食（北） |        |
| 127      | 1983年6月11日 全食       | 132                        | 1983年12月4日 環食        |        |
| 137      | 1984年5月30日 環食       | 142 新西兰吉斯伯恩的日偏食 | 1984年11月22日 全食       |        |
| 147      | 1985年5月19日 偏食（北） | 152                        | 1985年11月12日 全食       |        |

### 沙羅周期
沙羅周期長度為18年11天。本次日食屬於沙羅周期147，共包含80次日食，依次為1624年10月12日至1985年5月19日的21次日偏食、2003年5月31日至2706年7月31日的40次日環食、2724年8月11日至3049年2月24日的19次日偏食，總共歷時1424.38年。本周期並無日全食。
下表列舉了1901年至2100年間發生的屬於該周期的11次日食，是第17至27次：
| 17            | 18            | 19            |
| ------------- | ------------- | ------------- |
| 1913年4月6日  | 1931年4月18日 | 1949年4月28日 |
| 20            | 21            | 22            |
| 1967年5月9日  | 1985年5月19日 | 2003年5月31日 |
| 23            | 24            | 25            |
| 2021年6月10日 | 2039年6月21日 | 2057年7月1日  |
| 26            | 27            |               |
| 2075年7月13日 | 2093年7月23日 |               |

## 資料來源
1. ↑  樊忠玉. . 中国天文科普网.   [2016-02-19]. （原始内容存档于2014-09-17）.
2. ↑  Fred Espenak. . NASA Eclipse Web Site.   [2016-02-19]. （原始内容存档于2020-10-20）.（英文）
3. ↑  Fred Espenak. . NASA Eclipse Web Site.   [2016-02-19]. （原始内容存档于2020-10-28）.（英文）
4. ↑  Fred Espenak. . NASA Eclipse Web Site.（英文）

## 外部連結
- NASA日食專頁（页面存档备份，存于）（英文）
- 可見區域圖和時間統計：由弗雷德·埃斯佩納克做出的日食預報，NASA/GSFC
  - 貝塞爾元素

| \| \| 日食 \|                              |                              |                                            |
| 上一次日食： 1984年11月22日日食 （日全食） | 1985年5月19日日食 （日偏食） | 下一次日食： 1985年11月12日日食 （日全食） |
| 上一次日偏食： 1982年12月15日日食          | 1985年5月19日日食 （日偏食） | 下一次日偏食： 1986年4月9日日食            |
|                                            | 日食                         |                                            |